# توني سميث (لاعب دوري الرغبي)
توني سميث (بالإنجليزية: Tony Smith)‏ هو لاعب دوري الرغبي بريطاني، ولد في 16 يوليو 1970 في كاسلفورد ‏ في المملكة المتحدة.